# Бенгарт, Франтишек
Франтишек Бенгарт (чеш. František Benhart; 10 сентября 1924, Севлуш, Подкарпатская Русь, Чехословакия (ныне Виноградов, Береговский район, Закарпатской области Украины) — 25 декабря 2006, Прага) — чешский историк, литературный критик, прозаик, переводчик, редактор, публицист. Член-корреспондент Словенской академии наук и искусств (с 1985).

## Биография
Был редактором ежемесячника «Plamen».
Написал 8 художественных книг. Автор критические размышлений о современной словенской и чешской литературе и путевых заметок о Словении.
С 1957 года перевёл 70 произведений со словенского на чешский язык, в том числе, 
Антона Инголича, Эдварда Коцбека, Цирила Космача, Прежихов Воранца, Томажа Шаламуна, Драго Янчара и ряда других.
С 1977 года был почётным членом Ассоциации переводчиков словенской литературы.

## Избранная библиография
- Jedna a jedna : kritické texty o české a slovinské literatuře 1963—1998
- Malce drugačna branja 1990
- Všichni jsme naši : Aforismy a nevážné texty 2003
- Zářivý den u řeky cestopisné eseje 1997, изд. 2, 2006

## Награды
- 1995 — Орден Свободы (Словения)
- 2005 — Премия Претнара.